# Effie (condado de Itasca, Minnesota)
Effie es un territorio no organizado ubicado en el condado de Itasca en el estado estadounidense de Minnesota. En el Censo de 2010 tenía una población de 203 habitantes y una densidad poblacional de 0,98 personas por km².

## Geografía
Effie se encuentra ubicado en las coordenadas 47°51′49″N 93°36′54″O / 47.86361, -93.61500. Según la Oficina del Censo de los Estados Unidos, Effie tiene una superficie total de 207.86 km², de la cual 206.05 km² corresponden a tierra firme y (0.87%) 1.8 km² es agua.

## Demografía
Según el censo de 2010, había 203 personas residiendo en Effie. La densidad de población era de 0,98 hab./km². De los 203 habitantes, Effie estaba compuesto por el 98.03% blancos, el 0% eran afroamericanos, el 0.49% eran amerindios, el 0% eran asiáticos, el 0% eran isleños del Pacífico, el 0% eran de otras razas y el 1.48% pertenecían a dos o más razas. Del total de la población el 0% eran hispanos o latinos de cualquier raza. p iei ioeo oeiro 9erie oeo 